# Ouralotchka Iekaterinbourg
Pour les articles homonymes, voir Oural (homonymie).
Maillots
L'Ouralotchka Sverdlovsk (avant 1991) ou l'Ouralotchka Iekaterinbourg (après 1991) est un club russe de volley-ball féminin fondé en 1966 et basé à Iekaterinbourg qui évolue pour la saison 2019-2020 en Superliga.

## Palmarès
- Championnat d'URSS
  - Vainqueur :1978, 1979, 1980, 1981, 1982, 1986, 1987, 1988, 1989, 1990, 1991[4].
  - Finaliste : 1984, 1985.
- Coupe d'URSS
  - Vainqueur: 1986, 1987, 1989[4].
  - Finaliste : 1976.
- Championnat de Russie
  - Vainqueur : 1992, 1993, 1994, 1995, 1996, 1997, 1998, 1999, 2000, 2001, 2002, 2003, 2004, 2005[4].
  - Finaliste : 2016[5]
- Coupe des champions
  - Vainqueur: 1981, 1982, 1983, 1987, 1989, 1990, 1994, 1995[4].
  - Finaliste : 1988, 1991, 1996, 1997.
- Ligue des champions
  - Finaliste : 2000, 2003.
- Coupe des Coupes
  - Vainqueur: 1986[4].
  - Finaliste : 1985.
- Coupe de la CEV
  - Finaliste : 2009, 2014[6]
- Challenge Cup
  - Finaliste : 2015[7]

## Historique des logos

Ancienne logo
Logo depuis 2015

## Effectifs

### Saison 2020-2021
| No                                        | Nom                                       | Date de naissance                         | Taille                         | Poids                          | Poste                          |
| ----------------------------------------- | ----------------------------------------- | ----------------------------------------- | ------------------------------ | ------------------------------ | ------------------------------ |
| 1                                         | Valeria Safonova                          | 28 mars 1992                              | 183                            | 70                             | Réceptionneuse-attaquante      |
| 4                                         | Daria Tchikrizova                         | 9 juin 1990                               | 177                            | 69                             | Libero                         |
| 5                                         | Bogdana Anisova                           | 16 mars 1992                              | 190                            | 75                             | Réceptionneuse-attaquante      |
| 6                                         | Kristina Kournossova                      | 17 juin 1996                              | 176                            | 69                             | Libero                         |
| 7                                         | Valeria Kharlova                          | 4 avril 2000                              | 186                            |                                | Réceptionneuse-attaquante      |
| 8                                         | Irina Zadykhina                           | 17 février 1995                           | 182                            | 65                             | Passeuse                       |
| 9                                         | Alena Kiritchenko                         | 9 avril 1997                              | 179                            |                                | Passeuse                       |
| 10                                        | Ielizaveta Kotova                         | 31 mai 1998                               | 188                            | 81                             | Centrale                       |
| 13                                        | Ksenia Paroubets                          | 31 octobre 1994                           | 183                            | 64                             | Réceptionneuse-attaquante      |
| 14                                        | Tatiana Koulikova                         | 21 novembre 1993                          | 190                            |                                | Centrale                       |
| 16                                        | Viktoria Tchernychova                     | 1er février 2001                          | 182                            | 73                             | Réceptionneuse-attaquante      |
| 18                                        | Vera Kastsiuchyk                          | 27 septembre 2000                         | 191                            | 69                             | Attaquante                     |
| 19                                        | Valentina Batchinina                      | 2 novembre 2000                           | 186                            |                                | Attaquante                     |
| 26                                        | Ailama Cese Montalvo                      | 29 octobre 2000                           | 188                            | 58                             | Réceptionneuse-attaquante      |
| 28                                        | Iekaterina Karpol                         | 15 janvier 1994                           | 175                            | 62                             | Libero                         |
| 30                                        | Ksenia Smirnova                           | 24 avril 1998                             | 187                            | 76                             | Attaquante                     |
|                                           |                                           |                                           |                                |                                |                                |
| Encadrement technique                     | Encadrement technique                     |                                           | Légende                        | Légende                        | Légende                        |
| Entraîneur : Nikolaï Karpol               | Entraîneur : Nikolaï Karpol               | Entraîneur : Nikolaï Karpol               | : Capitaine                    | : Capitaine                    | : Capitaine                    |
| Entraîneur(s) adjoint(s) : Mikhaïl Karpol | Entraîneur(s) adjoint(s) : Mikhaïl Karpol | Entraîneur(s) adjoint(s) : Mikhaïl Karpol | : Joueuse blessée actuellement | : Joueuse blessée actuellement | : Joueuse blessée actuellement |